# Jiří Letáček
Jiří Letáček, né le 9 janvier 1999 à Pardubice en Tchéquie, est un footballeur tchèque qui évolue au poste de gardien de but au Getafe CF.

## Biographie

### Carrière en club
Né à Pardubice en Tchéquie, Jiří Letáček est formé par le club local du FK Pardubice, où il joue depuis son enfance. Il fréquente toutes les catégories de jeunes du club avant d'intégrer l'équipe première en 2018.
Il joue son premier match en professionnel le 29 août 2018, en étant titularisé face au SK Benátky nad Jizerou, en coupe de Tchéquie. Il réussit à garder sa cage inviolée lors de cette rencontre remportée par les siens (0-2 score final).
En juillet 2022, il rejoint le Baník Ostrava sous la forme d'un prêt d'une saison.
Le 13 juillet 2024, Jiří Letáček rejoint l'Espagne en s'engageant en faveur du Getafe CF, signant un contrat courant jusqu'en juin 2028.

### En sélection
Jiří Letáček représente l'équipe de Tchéquie des moins de 17 ans de 2016 à 2017. Il joue au total deux matchs avec cette sélection.